# Tatsuya Furuhashi
Tatsuya Furuhashi (古橋 達弥 Furuhashi Tatsuya?), född 7 november 1980, är en japansk fotbollsspelare.
År 2005 blev han utsedd till "Best Eleven" i japanska proffsligan i fotboll, J.League.